# Bergosa

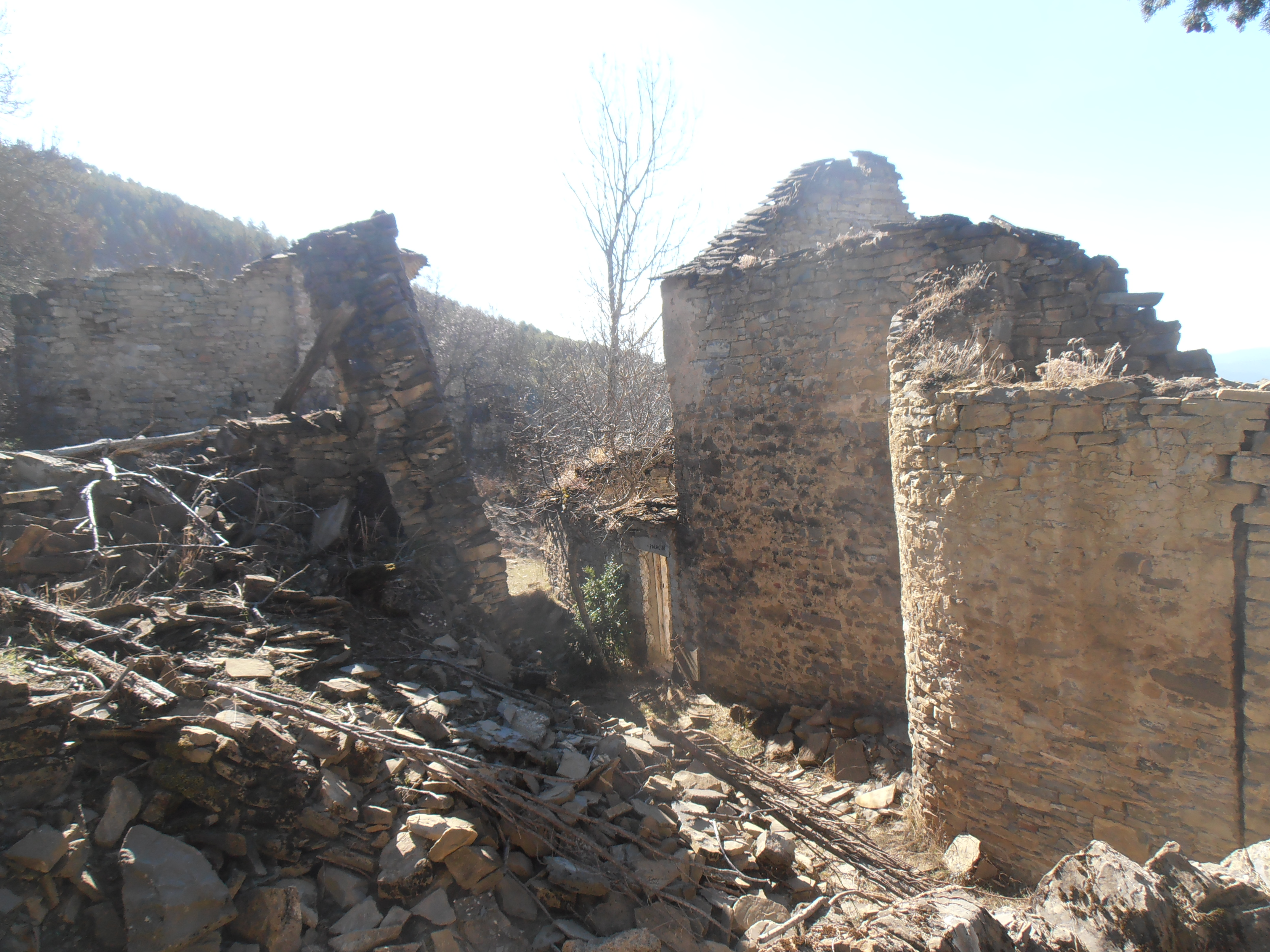
Verlassenes Dorf in Bergosa

Bergosa ist ein spanischer Ort in den Pyrenäen in der Provinz Huesca der Autonomen Gemeinschaft Aragonien. Er gehört zur Gemeinde Jaca. Das Dorf wurde in den 1990er Jahren aufgegeben und die Eigentümer enteignet, um das Valle de la Garcipollera wieder aufzuforsten.

## Einwohnerentwicklung
- 1900: 60
- 1910: 51
- 1920: 59
- 1930: 59
- 1940: 51
- 1950: 36
- 1960: 31

## Sehenswürdigkeiten
- Romanische Kirche San Saturnino aus dem 12. Jahrhundert